# Ernesto Cappa
Ernesto Giulio Cappa (Dogliani, 18 febbraio 1888 – Cuneo, 27 gennaio 1957) è stato un generale e prefetto italiano.

## Biografia
Dopo il corso degli studi, iniziati a Bra, proseguiti nel Liceo Beccaria di Mondovì e ultimati con la maturità classica (24 giugno 1906), si avviò alla carriera militare. Dal 1906 al 1908 fu allievo dell'Accademia militare di Modena. Sottotenente al 32º Reggimento Fanteria Cuneo, poi tenente al 32º Reggimento a Napoli, dal 12 gennaio 1912 al 1913 fu Segretario alla Scuola di Guerra. Con il 162º Reggimento Ivrea entrò in guerra nel 1915. Il 30 giugno 1915 fu promosso capitano.

### Campagna di guerra 1915-16-17
Decorato della medaglia di bronzo al valor militare perché “inviato con la propria compagnia al contrattacco di una posizione fu col proprio contegno calmo e risoluto di lodevole esempio ai propri dipendenti. Ferito all'avambraccio destro e costretto a ritirarsi dalla linea di fuoco di null'altro si dolse che di non poter continuare coi proprii uomini nell'attacco intrapreso” Costesin 20 maggio 1916.
Era presente al fatto d'armi di Balson avvenuto l'8 ottobre 1915 per cui la 7ª compagnia del 162º Reggimento Fanteria ebbe l'encomio solenne del comando della 34ª Divisione (ordine del giorno del 9 ottobre 1915).
Colpito da assideramento ad entrambi i piedi e da congelamento di 1º grado al piede destro e ferito da arma da fuoco all'addome al combattimento in località Wralin-Prevala Zona Carnia il 25 ottobre 1917 fu successivamente prigioniero di guerra nell'ospedaletto da campo austriaco n° 930 di Mitteltrech.
Croce al merito di guerra (D.M. 1º ottobre 1919)
Decorato della medaglia di bronzo al valore militare con Regio decreto 18-11-1920. Motivazione: “Comandante di una posizione avanzata in critiche circostanze avendo il nemico tagliato l'unica via di ritirata mosse con le sue truppe già provate all'attacco per aprirsi un varco. Primo fra i primi dando bella prova d'arditezza e di decisione trascinò i dipendenti all'attacco quando venne gravemente colpito”. Robon – Carnia 24-25 ottobre 1917.
Cavaliere dell'Ordine Militare di Savoia di motu proprio sovrano nel 1939.

### Tra le due guerre
Dal 1920 al 1925, con il grado di maggiore fu segretario della Scuola di Guerra, che frequentò poi fino al 1928. Dal 1929 al 1931 prestò servizio quale tenente colonnello a Bolzano, 1º Battaglione del 232º Fanteria. Dall'ottobre del 1931 al maggio del 1933 prestò servizio a Roma allo Stato Maggiore come Capo Ufficio Mobilitazione. Dal maggio del 1933 al settembre del 1937 fu prima tenente colonnello poi colonnello comandante del 91º Reggimento Fanteria. Dal 1937 al 1940 fu Capo Ufficio Ordinamento e Mobilitazione dello Stato Maggiore dell'Esercito.

### Seconda guerra mondiale
Dal luglio 1940 all'aprile del 1943, come Generale di Brigata fu Capo del II Reparto dello Stato Maggiore dell'Esercito. Promosso nel 1942 Generale di Divisione, il 25 maggio 1943 assunse il comando della 7ª Divisione fanteria "Lupi di Toscana" dislocata nella Francia meridionale.
Il 3 settembre 1943 la divisione "Lupi di Toscana" iniziava il trasferimento in Italia (Zona od Ovest di Roma), che avrebbe dovuto terminare tra il 15 ed il 20 dello stesso mese.
L'8 mattino il Generale Cappa giungeva a Roma e si recava a Monterotondo per ricevere ordini dal Reparto Operazioni dello S.M.R.E. - Ivi il Capo Reparto gli suggeriva di attendere in Roma che la Divisione si fosse concentrata. Ciononostante, il mattino del 9, il Gen. Cappa si portava in mezzo alle truppe della "Lupi" già giunte in zona (2 btg. e 5 btr.) per dividerne le sorti. Con tali truppe e con altre unità trovate in posto, organizzava la difesa nella zona assegnata (Santa Severa - Cerveteri - Palo) ed agendo di iniziativa - perché non si riusciva in nessun modo ad avere ordini da Enti superiori - impediva nei giorni 9, 10, 11 ai tedeschi di passare nella zona, fermava gli sbandati, impediva ad alcuni elementi di passare ai tedeschi, rintuzzava decisamente la prepotenza tedesca. In particolare il giorno 11 affrontava con le armi alla mano e costringeva a ritirarsi una formazione di paracadutisti tedeschi, che, penetrati di sorpresa nel recinto del Castello di Palo, sede del Comando della Divisione, intendeva catturare quest'ultimo; lo stesso giorno disperdeva col fuoco una colonna motocorazzata tedesca, che aveva attaccato improvvisamente e che si ritirava lasciando sul terreno uomini e materiali.
Frattanto, il giorno 10, era intervenuta la convenzione di Roma - che faceva obbligo alle truppe, dislocate entro 50 km. dalla Capitale, di deporre le armi. Egli lo faceva il giorno 12, ottenendo dai tedeschi - a riconoscimento del contegno valoroso delle sue truppe - che: - i reparti non consegnassero le armi direttamente al tedeschi ma ad un ufficiale del Comando di Divisione; - agli ufficiali, marescialli, e CC.RR. della divisione fosse lasciato l'armamento individuale; - a tutti i militari venisse concessa la piena libertà; - la Bandiera del 78 Rgt. Ftr. (l'unica giunta a Palo) fosse portata a Roma con i dovuti onori. Il che fu fatto.
Ritornato quindi in Piemonte, a Dogliani, non aderì in nessun modo alla Repubblica Sociale, ma dette la sua collaborazione al movimento partigiano e mantenne fitti contatti con l'organizzazione clandestina dei Comitati di liberazione.

### Il dopoguerra
Terminata la guerra, nel 1947 ebbe il comando territoriale di Udine e poi di Padova. In quegli anni provvide alla riorganizzazione delle truppe del Veneto e alla prima sistemazione della frontiera. Nell'opera di tutela del confine orientale italiano si prodigò per Gorizia, che gli conferì la cittadinanza onoraria. Nominato Generale di Corpo d'Armata nel 1948, fu Segretario generale dell'Esercito fino al 1950. Dal 1950 ricoprì l'incarico di Capo di stato maggiore dell'Esercito fino al 1952.
Subito dopo il suo collocamento a riposo, assunse la carica di Prefetto di Milano, incarico che mantenne dal 20 novembre 1952 al 25 ottobre del 1954.
Morì a Cuneo il 28 gennaio 1957

## Onorificenze
Medaglia di bronzo al valor militare (20 maggio 1916)
 Medaglia di bronzo al valor militare (18 novembre 1920)
 Croce al merito di guerra (1º ottobre 1919)
 Medaglia commemorativa della guerra italo-austriaca 1915 – 18 (3 anni di campagna)
 Medaglia commemorativa dell'Unità d'Italia
 Commendatore dell'Ordine dei Santi Maurizio e Lazzaro
 Commendatore dell'Ordine della Corona d'Italia
 Medaglia commemorativa del periodo bellico 1940–43
 Medaglia militare al merito di lungo comando
 Croce per anzianità di servizio
 Commandeur de la Legion d'Honneur (France)